# Fernando Gasset
Fernando Gasset Lacasaña (Castellón de la Plana, 1861 - 14 de junio de 1941) fue un abogado y político español, que llegó a presidir el Tribunal de Garantías Constitucionales en la Segunda República.

## Biografía
Licenciado en Derecho por la Universidad de Valencia, obtuvo el doctorado en la Universidad Central de Madrid. Su pensamiento estuvo muy influido por el krausismo, si bien abandonó las tesis más renovadoras del mismo a partir de la década de 1920. Fue jefe del Partido Republicano Radical en Castellón de la Plana, de donde fue también alcalde (1917) y uno de los políticos más importantes de la provincia de Castellón y miembro de la masonería con el nombre simbólico de "Velarde". Fue elegido diputado al Congreso en las elecciones de 1898 hasta 1907 y de 1919 a 1923. Fue concejal de Castellón en dos ocasiones durante la dictadura de Primo de Rivera, hecho que le fue muy criticado por el Grupo de Acción Republicana. Dirigió las manifestaciones en Castellón a favor de la proclamación de la Segunda República y en las elecciones de 1931 fue elegido diputado por la provincia de Castellón, pero no revalidó su escaño en las elecciones de 1933 y 1936. El 20 de diciembre de 1934 fue nombrado presidente del Tribunal de Garantías Constitucionales de la República al ser elegido por las Cortes con 262 votos frente a los 37 de Víctor Pradera.
Al estallar la Guerra Civil condenó la sublevación militar pero dimitió del Tribunal de Garantías, por lo que fue muy criticado por el Frente Popular al considerarlo una concesión a los sublevados. Fue detenido y condenado por las autoridades republicanas al considerar que, con su dimisión, había apoyado la rebelión. Pasó cuatro meses en prisión y fue desposeído de sus bienes. Al salir, marchó a Francia. Regresó a España en 1938, por la zona del País Vasco ya controlada por los sublevados, creyendo estar a salvo. Sin embargo fue detenido, juzgado en un consejo de guerra y condenado a seis años de prisión. Gasset se defendió argumentando que la mayoría de los miembros del Partido Radical que eran de centro-derecha se encontraban en libertad, pero él no. Salió con arresto domiciliario y prisión atenuada a finales de 1939 por problemas de salud, siendo puesto en libertad en 1940. Fue indultado por Franco en 1952, once años después de morir, a petición de la familia.